# ستيفانو فانوشي
ستيفانو فانوشي (بالإيطالية: Stefano Fanucci)‏ (21 يناير 1979 بروما في إيطاليا - ) هو لاعب كرة قدم إيطالي في مركز قلب الدفاع. لعب مع نادي أنكونا ونادي بيسكارا ونادي ترنانا ونادي روما ونادي ليفورنو وكوسينزا كالشيو وSSD Savoia 1908 FC ‏ ونادي تيرامو ونادي أريتسو.

## روابط خارجية
- ستيفانو فانوشي على موقع قاعدة بيانات كرة القدم.إي يو (الإنجليزية)
- ستيفانو فانوشي على موقع بيانات كرة القدم. دي إي (الألمانية)
- ستيفانو فانوشي على موقع عالم كرة القدم.نت (الإنجليزية)